# Землерий атлантичний
Землерий атлантичний (Lithognathus mormyrus) — вид морських риб родини Спарові (Sparidae) ряду Окунеподібні (Perciformes).

## Опис

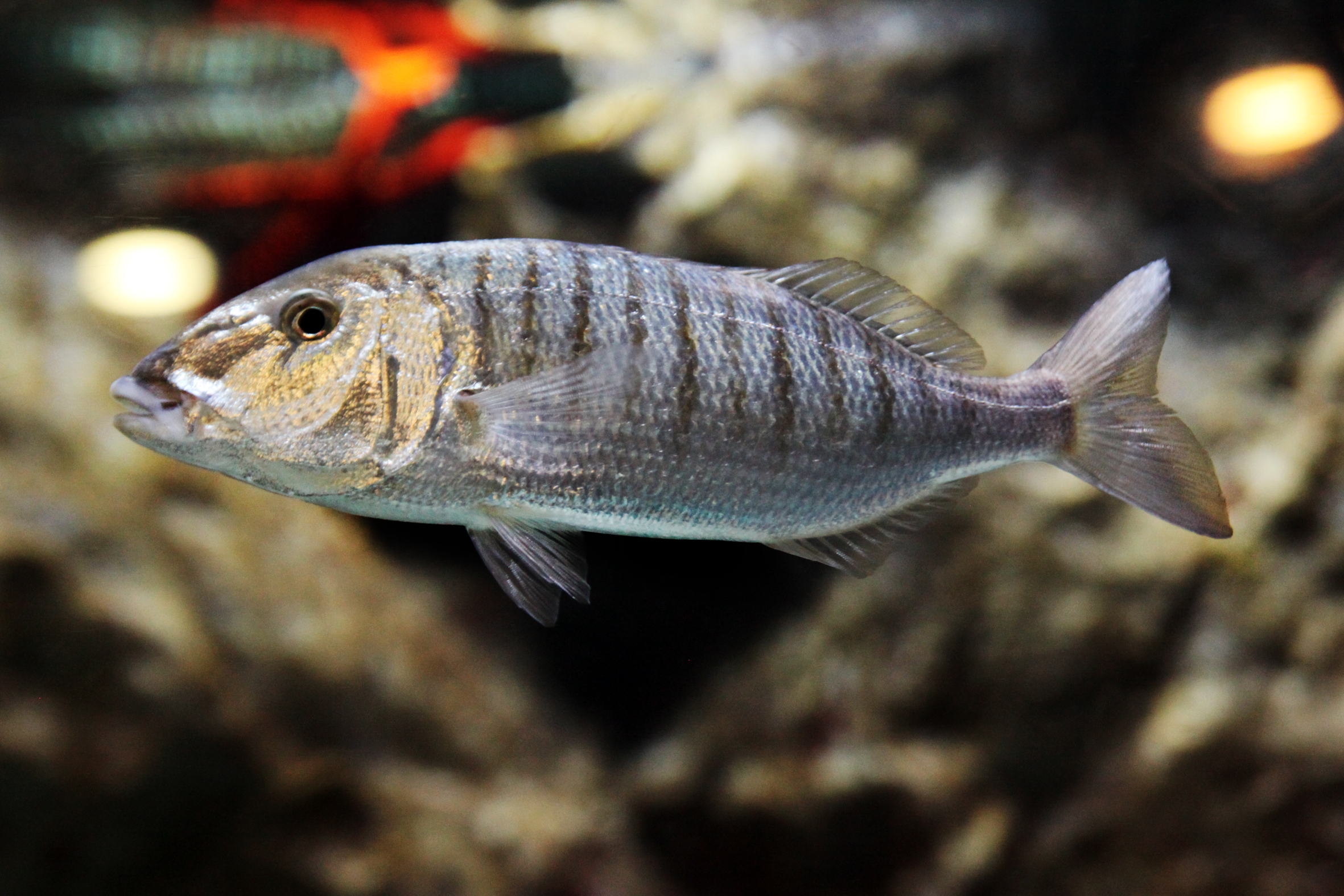

Це є риба з подовженою і овальною формою тіла, довжина — 20-30 см, із загостреним носом і м'ясистими білими губами. Забарвлення риби блискучо-сріблясте з 10-20 коричнево-чорними вертикальними смугами на спині. Спина сіра, боки й черево сріблясто-біле. Вона виростає до 45 см, вагою до 2 кг..

## Розповсюдження
Риби поширені в східній частині Атлантичного океану, на північ від Біскайської затоки і Гібралтару і на південь до Південної Африки, а також в Індійському океані уздовж узбережжя Африки до Мозамбіку. Широко поширена в Середземному морі.

## Спосіб життя
Землерий атлантичний є м'ясоїдною рибою, що мешкає на мілководді неподалік від берега, в піщаних ґрунтах. Їх можна знайти в невеликих зграях на глибинах, що не перевищують 50 м. Вдень вони ховаються в укриттях, а вночі виходять на полювання до світанку. Живляться дрібною рибою і ракоподібними.

## Розмноження
Нерестяться весною та влітку у віці 2 роки. Є гермафродитами, у перший рік життя є самцями, досягаючи довжини 17-25 см перетворюються на самиць.

## Ресурси Інтернету
- Encyclopedia of Life (англ.)
- ITIS (англ.)
- Animal Diversity Web (англ.)
- BioLib [Архівовано 4 березня 2016 у Wayback Machine.] (англ.)
- AQUATAB.NET [Архівовано 3 березня 2016 у Wayback Machine.]
- Η Μουρμούρα στο homefood.gr
- Aφιέρωμα στα ψάρια της Ελλάδας, Μουρμούρα
- Μουρμούρα: Το θαλασσινό τιγράκι στην Η Καθημερινή|Καθημερινή